# Styringomyia cerbereana
Styringomyia cerbereana är en tvåvingeart som beskrevs av Alexander 1976. Styringomyia cerbereana ingår i släktet Styringomyia och familjen småharkrankar.
Artens utbredningsområde är Nigeria. Inga underarter finns listade i Catalogue of Life.